# 174
174 (сто седемдесет и четвърта) година по юлианския календар е невисокосна година, започваща в петък. Това е 174-та година от новата ера, 174-та година от първото хилядолетие, 74-та година от 2 век, 4-та година от 8-о десетилетие на 2 век, 5-а година от 170-те години. В Рим е наричана Година на консулството на Гал и Флак (или по-рядко – 927 Ab urbe condita, „927-а година от основаването на града“).

## Събития
- Консули в Рим са Луций Аврелий Гал и Квинт Флак Корнелиан.

## Починали
- Сотер – римски папа.